# Jonathan Mendoza
Jonathan Mendoza Valenzuela (Colombia, 26 de enero de 1990) es un futbolista colombiano. Juega como centrocampista, su equipo actual es el Harrisburg City Islanders de la United Soccer League de Estados Unidos.

## Clubes
| Club                      | País           | Temporadas    |
| ------------------------- | -------------- | ------------- |
| Orlando City              | Estados Unidos | 2013          |
| Rochester Rhinos          | Estados Unidos | 2014-2015     |
| Orlando City B            | Estados Unidos | 2016          |
| Harrisburg City Islanders | Estados Unidos | 2017-presente |

## Estadísticas
| Club                            | Div                 | Temporada           | Liga  | Liga  | Copa Nacional | Copa Nacional | Copa Internacional | Copa Internacional | Total | Total |
| Club                            | Div                 | Temporada           | Part. | Goles | Part.         | Goles         | Part.              | Goles              | Part. | Goles |
| ------------------------------- | ------------------- | ------------------- | ----- | ----- | ------------- | ------------- | ------------------ | ------------------ | ----- | ----- |
| Orlando City Estados Unidos     | 3ª                  | 2013                | 20    | 0     | 2             | 0             | -                  | -                  | 22    | 0     |
| Orlando City Estados Unidos     | Total               | Total               | 20    | 0     | 2             | 0             | 0                  | 0                  | 22    | 0     |
| Rochester Rhinos Estados Unidos | 3ª                  | 2014                | 26    | 1     | 3             | 1             | -                  | -                  | 29    | 2     |
| Rochester Rhinos Estados Unidos | 3ª                  | 2015                | 31    | 3     | 2             | 0             | -                  | -                  | 33    | 3     |
| Rochester Rhinos Estados Unidos | Total               | Total               | 57    | 4     | 5             | 1             | 0                  | 0                  | 62    | 5     |
| Orlando City B Estados Unidos   | 3ª                  | 2013                | 30    | 2     | 0             | 0             | -                  | -                  | 30    | 2     |
| Orlando City B Estados Unidos   | Total               | Total               | 30    | 2     | 0             | 0             | 0                  | 0                  | 30    | 2     |
| City Islanders Estados Unidos   | 3ª                  | 2017                | 23    | 2     | 2             | 1             | -                  | -                  | 25    | 3     |
| City Islanders Estados Unidos   | Total               | Total               | 23    | 2     | 2             | 1             | 0                  | 0                  | 25    | 3     |
| Total en su carrera             | Total en su carrera | Total en su carrera | 130   | 8     | 9             | 2             | 0                  | 0                  | 140   | 10    |